# Réactif de Dragendorff
 (octobre 2016).
Si vous disposez d'ouvrages ou d'articles de référence ou si vous connaissez des sites web de qualité traitant du thème abordé ici, merci de compléter l'article en donnant les références utiles à sa vérifiabilité et en les liant à la section « Notes et références ».

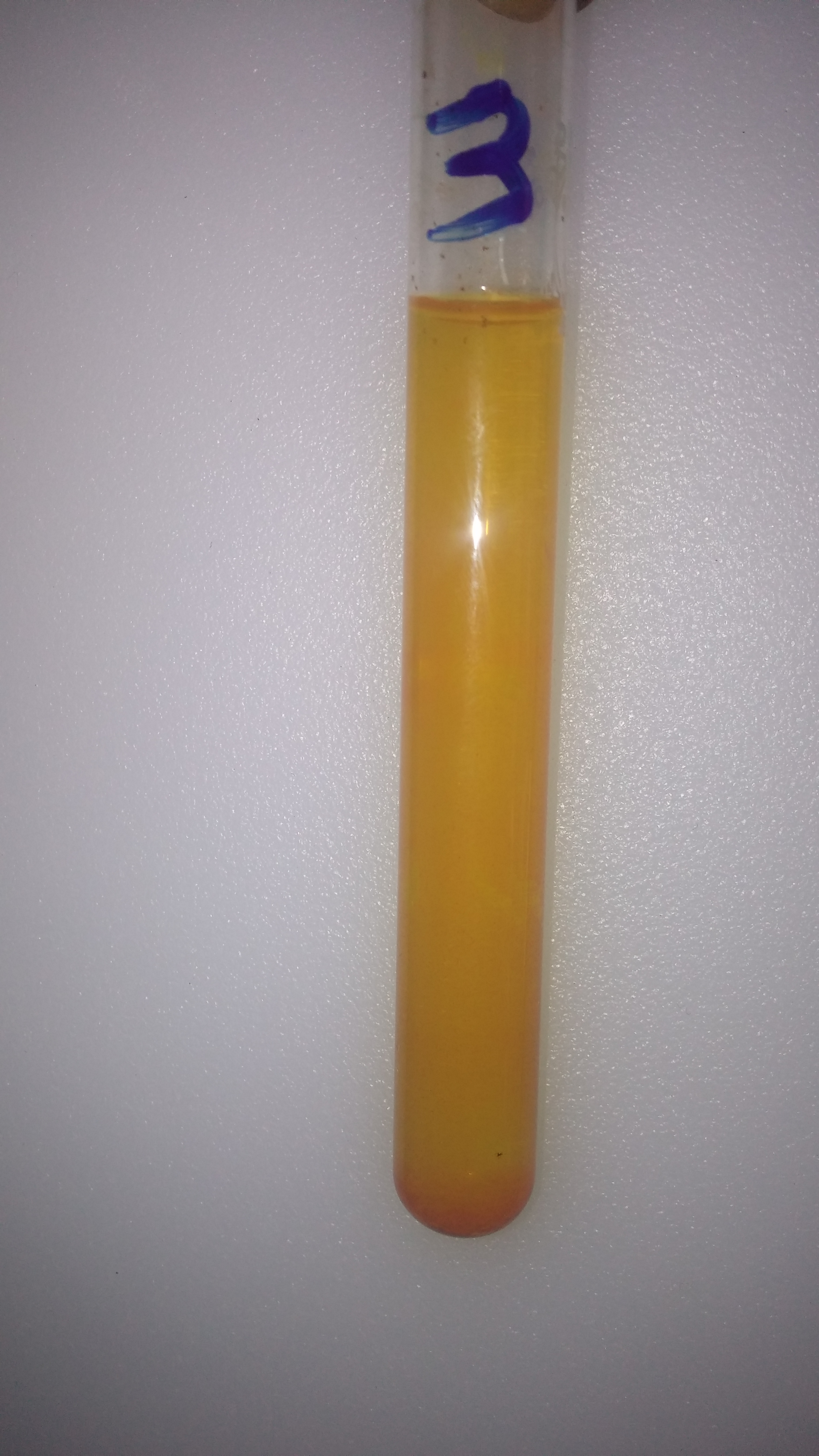
Le réactif activé.

Le réactif de Dragendorff est un réactif utilisé pour mettre en évidence les alcaloïdes notamment en pharmacognosie.
Il contient de l'iodobismuthide de potassium ou de sodium et on obtient un précipité d'une couleur rouge-orangé en présence d'alcaloïdes.
Ce réactif très sensible donne aussi des faux positifs avec d'autres produits aminés.